# Imagine (canção de Snoop Dogg)
Imagine é uma canção do rapper estadunidense Snoop Dogg, lançada como vigésima faixa do seu é o oitavo álbum de estúdio Tha Blue Carpet Treatment. A canção foi escrita pelo proprio interprete, juntamente com D'Angelo e Dr. Dre, que participaram da faixa, e Dre a produziu juntamente com Mark Batson.

## Antecedentes
Originalmente a canção foi criada por Dre para fazer parte do álbum The Big Bang do rapper Busta Rhymes, porem não ouve tempo de hábil para que a faixa fosse produzida e lançada no álbum, então ela foi cedida a Snoop. A faixa foi a primeira parceria de Snoop e Dre desde o ano 2000.

## Faixas
| Lado A |                          |         |  |
| N.º    | Título                   | Duração |  |
| 1.     | "Imagine" (Clean)        |         |  |
| 2.     | "Imagine" (Dirty)        |         |  |
| 3.     | "Imagine" (Instrumental) |         |  |

| Lado B |                                |         |  |
| N.º    | Título                         | Duração |  |
| 1.     | "I Wanna Luv U" (Clean)        |         |  |
| 2.     | "I Wanna Luv U" (Dirty)        |         |  |
| 3.     | "I Wanna Luv U" (Instrumental) |         |  |

## Desempenho nas paradas
| Paradas (2006)                                                | Melhor posição |
| ------------------------------------------------------------- | -------------- |
| Estados Unidos (Billboard Bubbling Under R&B/Hip-Hop Singles) | 7              |